# Kormos Valéria
Kormos Valéria Ágnes (Budapest, 1943. október 18.) Táncsics Mihály-díjas (1999) magyar újságíró.

## Életpályája
Szülei: Kormos Dezső és Szántó Veronika. 1970–1980 között a Nők Lapja belpolitikai rovatának munkatársa, 1980–1990 között pedig főmunkatársa volt. 1971–1980 között a Magyar Rádióban is dolgozott. 1971–1973 között elvégezte a MÚOSZ Újságíró Iskolát. 1981–1983 között a Marxizmus-Leninizmus Esti Egyetem filozófia-esztétika szakán tanult. 1991–92-ben az Új Magyarországnál dolgozott. Azóta a Magyar Nemzet főmunkatársa, 1999–2000-ben főszerkesztője.

## Magánélete
1975-ben házasságot kötött Szényi Gábor újságíróval. Egy fiút fogadtak örökbe; Zoltán (1987-2012).

## Művei
- Kék madár törött szárnnyal (Szényi Gáborral, 1979)
- Zsebrevágott ország (1986)
- S.O.S. az első magyar alapítványi gyermekfalu (1987)
- „Naná, hogy nők…” (1990)
- Emberrablás orosz módra (Várhelyi Andrással, 1990)
- A végtelen foglyai (2001)
- Kiiktatás – Miért ölték meg Fenyő Jánost? (2002)
- Így volt…? Beszélgetések a múltról (2004)
- Embervadászat utasításra – jogállamiságunk igazi arca (2006–2008) – angolul is
- A végtelen foglyai. Magyar nők szovjet rabságban, 1945–1947; bőv., átdolg. kiad.; Közép- és Kelet-európai Történelem és Társadalom Kutatásáért Közalapítvány, Bp., 2017
- Álomszövők – Nőnek lenni a Kádár-korban, Közép- és Kelet-európai Történelem és Társadalom Kutatásáért Közalapítvány, Budapest, 2019 ISBN 978-615-5118-81-4

## Díjai
- A Soros-alapítvány tényfeltáró újságírói díja (1997)
- A Magyar Érdemrend lovagkeresztje (2018)